# Victorious
Victorious (viết theo định dạng là VICTORiOUS) là một loạt hài kịch tình huống của Mỹ được tạo ra bởi Dan Schneider cho Nickelodeon. Bộ phim xoay xung quanh tham vọng ca sĩ Tori Vega (diễn xuất bởi Victoria Justice), một thiếu niên đã tham dự một trường nghệ thuật biểu diễn cao được gọi là Hollywood Arts High School, sau khi lấy chị cô của Trina (Daniella Monet) diễn ra trong trình diễn một khi nhận được vào các tình huống screwball trên một cơ sở hàng ngày. Vào ngày một của mình tại Hollywood Arts, cô gặp Andre Harris (Leon Thomas III), Robbie Shapiro (Matt Bennett), Rex Powers (rối của Robbie), Jade West (Elizabeth Gillies), Cat Valentine (Ariana Grande), và Beck Oliver (Avan Jogia). Bộ phim được phát sóng tại Việt Nam dưới tên Toả sáng cùng Tori.

## Lồng tiếng
| Nhân Vật       | Diễn viên         | Lồng tiếng Việt (HTV3) 15 tháng 6 năm 2012 |
| -------------- | ----------------- | ------------------------------------------ |
| Tori Vega      | Victoria Justice  | Dương Hoàng Yến                            |
| Cat Valentine  | Ariana Grande     | Tuyết Nhung                                |
| Jade West      | Elizabeth Gillies | Hồ Ngọc Hà                                 |
| Beck Oliver    | Avan Jogia        | Đàm Vĩnh Hưng                              |
| Robbie Shapiro | Matt Bennett      | Lê Mộng Hoàng                              |
| Andre Harris   | Leon Thomas III   | Đàm Vĩnh Hưng                              |
| Trina          | Daniella Monet    | Hồ Ngọc Hà                                 |